# 松平照

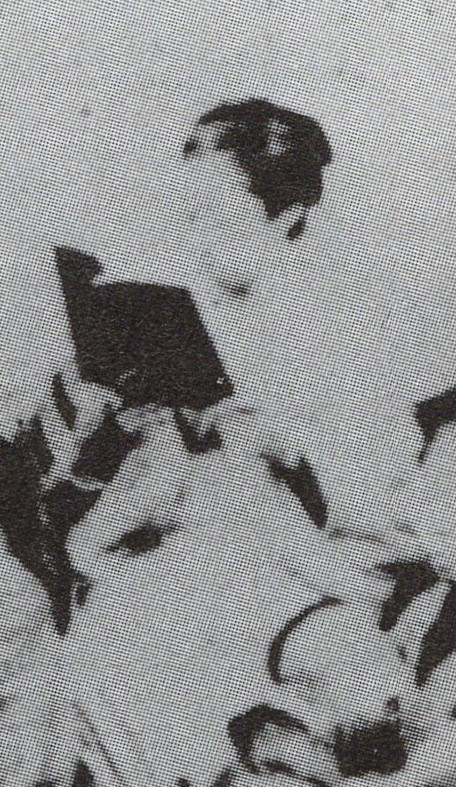
照姫

松平 照（まつだいら てる、天保3年12月13日（1833年2月2日） - 明治17年（1884年）2月28日）は、江戸時代末期（幕末期）から明治時代の女性。会津藩主・松平容保の義姉で、松平容敬の養女。戊辰戦争の若松城籠城戦で城内の婦女子を指揮した。本字は熈。

## 生涯
父は上総飯野藩主・保科正丕。母は側室の佐々木民。天保14年（1843年）、親戚筋の会津藩第8代藩主・松平容敬の養女となる。
嘉永3年（1850年）、豊前中津藩主・奥平昌服に嫁ぐが、安政元年（1854年）に離縁、江戸の会津藩邸に戻る。
慶応4年（1868年）2月、鳥羽・伏見の戦い後、会津藩の江戸総引揚げで若松城（鶴ヶ城）に入った。容保の正室・敏姫は死去しており、家中最も身分の高い女性として、会津戦争の若松城籠城戦（8月23日 - 9月22日）では城内の婦女子の総指揮にあたった。
降服開城により郊外の妙国寺に移され謹慎。翌年2月に東京青山の紀州藩邸にお預けが決まり上京。この年の12月に飯野藩の尽力で実家に預け替えとなり飯野藩邸に移った。これ以降、実弟の保科正益に庇護され、明治17年（1884年）2月に東京で死去した。法名は照桂院。

## 逸話
書・和歌に堪能であった。明治2年（1869年）5月、会津藩の家老だった萱野長修が戦争責任の罪を引き受け斬首になった時（実際に執行した飯野藩保科家によって切腹の形式がとられ、武士らしい最後をとげさせたという）、照姫は萱野に「夢うつつ思ひも分す惜むそよ　まことある名は世に残るとも」の和歌を贈り、遺族には見舞金を贈った。

## 登場作品

### テレビドラマ
NHK大河ドラマ
- 八重の桜（2013年） - 演：清水彩花→稲森いずみ

民放
- 白虎隊（1986年、日本テレビ） - 演：多岐川裕美
- 白虎隊（2007年、テレビ朝日） - 演：和久井映見
- 白虎隊〜敗れざる者たち（2013年、テレビ東京） - 演：水野真紀

### ドラマCD
- 彼岸獅子の入城（2014年、花春酒造） - 声：中川奈美[1]